# جیمزبرگ (ایلینوی)
جیمزبرگ (به انگلیسی: Jamesburg) یک منطقهٔ مسکونی در ایالات متحده آمریکا است که در شهرستان ورمیلون، ایلینوی واقع شده‌است. جیمزبرگ ۲۰۸ متر بالاتر از سطح دریا واقع شده‌است.